# Samuel Kahanamoku
Samuel Alapai Kahanamoku (Hoolulu, 4 de novembro de 1902 -  26 de abril de 1966) foi um desportista, surfista e nadador estadounidense.
Nasceu em Honolulu, Havaí, e era o irmão menor do medalhista olímpico Duke Kahanamoku. Representou aos Estados Unidos nos Jogos Olímpicos de Paris 1924, onde ganhou uma medalha de bronze no evento de natação 100 m livre masculino. Foi também campeão de natação nos Jogos Olímpicos.
Participou do filme de Esta é tua vida.